# Cup of Russia de 1997
Cup of Russia de 1997 foi a segunda edição da Cup of Russia, um evento anual de patinação artística no gelo organizado pela Federação de Patinação Artística da Rússia (em russo:  Федерация фигурного катания на коньках Росси), e que fez parte do Champions Series de 1997–98. A competição foi disputada entre os dias 19 de novembro e 23 de novembro, na cidade de São Petersburgo, Rússia.

## Eventos
- Individual masculino
- Individual feminino
- Duplas
- Dança no gelo

## Medalhistas
| Evento                        | Ouro                                         | Prata                                     | Bronze                                           |
| Individual masculino detalhes | Alexei Yagudin · Rússia                      | Evgeny Plushenko · Rússia                 | Viacheslav Zagorodniuk · Ucrânia                 |
| Individual feminino detalhes  | Irina Slutskaya · Rússia                     | Elena Sokolova · Rússia                   | Olga Markova · Rússia                            |
| Duplas detalhes               | Marina Eltsova · Andrei Bushkov · Rússia     | Evgenia Shishkova · Vadim Naumov · Rússia | Marie-Claude Savard-Gagnon · Luc Bradet · Canadá |
| Dança no gelo detalhes        | Anjelika Krylova · Oleg Ovsiannikov · Rússia | Irina Lobacheva · Ilia Averbukh · Rússia  | Tatiana Navka · Nikolai Morozov · Bielorrússia   |

## Resultados

### Individual masculino
| Pos.              | Nome                   | Nacionalidade  | Pontos | PC | PL |
| ----------------- | ---------------------- | -------------- | ------ | -- | -- |
| Medalha de ouro   | Alexei Yagudin         | Rússia         | 1.5    | 1  | 1  |
| Medalha de prata  | Evgeny Plushenko       | Rússia         | 3.0    | 2  | 2  |
| Medalha de bronze | Viacheslav Zagorodniuk | Ucrânia        | 4.5    | 3  | 3  |
| 4                 | Michael Weiss          | Estados Unidos | 6.0    | 4  | 4  |
| 5                 | Szabolcs Vidrai        | Hungria        | 8.0    | 6  | 5  |
| 6                 | Laurent Tobel          | França         | 7.5    | 5  | 6  |
| 7                 | Ruslan Novoseltsev     | Rússia         | 11.5   | 7  | 8  |
| 8                 | Jens ter Laak          | Alemanha       | 12.5   | 11 | 7  |
| 9                 | Cornel Gheorghe        | Romênia        | 13.5   | 9  | 9  |
| 10                | Ravi Walia             | Canadá         | 15.0   | 10 | 10 |
| 11                | Michael Tyllesen       | Dinamarca      | 16.5   | 11 | 11 |

### Individual feminino
| Pos.              | Nome             | Nacionalidade  | Pontos | PC | PL |
| ----------------- | ---------------- | -------------- | ------ | -- | -- |
| Medalha de ouro   | Irina Slutskaya  | Rússia         | 1.5    | 1  | 1  |
| Medalha de prata  | Elena Sokolova   | Rússia         | 4.0    | 4  | 2  |
| Medalha de bronze | Olga Markova     | Rússia         | 4.5    | 3  | 3  |
| 4                 | Surya Bonaly     | França         | 5.0    | 2  | 4  |
| 5                 | Anna Rechnio     | Polônia        | 7.5    | 5  | 5  |
| 6                 | Nicole Bobek     | Estados Unidos | 9.0    | 6  | 6  |
| 7                 | Alisa Drei       | Finlândia      | 10.5   | 7  | 7  |
| 8                 | Julia Lavrenchuk | Ucrânia        | 12.5   | 9  | 8  |
| 9                 | Franziska Gunter | Alemanha       | 14.0   | 10 | 9  |
| 10                | Rena Inoue       | Japão          | 14.0   | 8  | 10 |
| 11                | Tony Bombarieri  | Itália         | 16.5   | 11 | 11 |

### Duplas
| Pos.              | Nome                                    | Nacionalidade  | Pontos | PC | PL |
| ----------------- | --------------------------------------- | -------------- | ------ | -- | -- |
| Medalha de ouro   | Marina Eltsova / Andrei Bushkov         | Rússia         | 2.0    | 2  | 1  |
| Medalha de prata  | Evgenia Shishkova / Vadim Naumov        | Rússia         | 2.5    | 1  | 2  |
| Medalha de bronze | Marie-Claude Savard-Gagnon / Luc Bradet | Canadá         | 4.5    | 3  | 3  |
| 4                 | Dorota Zagórska / Mauriuz Siudek        | Polônia        | 6.0    | 4  | 4  |
| 5                 | Tatiana Totmianina / Maxim Marinin      | Rússia         | 7.5    | 5  | 5  |
| 6                 | Naomi Grabow / Benjamin Oberman         | Estados Unidos | 9.0    | 6  | 6  |

### Dança no gelo
| Pos.              | Nome                                   | Nacionalidade    | Pontos | DC | DO | DL |
| ----------------- | -------------------------------------- | ---------------- | ------ | -- | -- | -- |
| Medalha de ouro   | Anjelika Krylova / Oleg Ovsiannikov    | Rússia           | 2.0    | 1  | 1  | 1  |
| Medalha de prata  | Irina Lobacheva / Ilia Averbukh        | Rússia           | 4.0    | 2  | 2  | 2  |
| Medalha de bronze | Tatiana Navka / Nikolai Morozov        | Bielorrússia     | 6.0    | 3  | 3  | 3  |
| 4                 | Anna Semenovich / Vladimir Fedorov     | Rússia           | 8.0    | 4  | 4  | 4  |
| 5                 | Eve Chalom / Mathew Gates              | Estados Unidos   | 11.0   | 6  | 6  | 5  |
| 6                 | Marie-France Dubreuil / Patrice Lauzon | Canadá           | 11.0   | 5  | 5  | 6  |
| 7                 | Agata Błażowska / Marcin Kozubek       | Polônia          | 14.0   | 7  | 7  | 7  |
| 8                 | Sarka Vondrkova / Lukas Kral           | República Tcheca | 16.0   | 8  | 8  | 8  |

## Quadro de medalhas
| Ordem | País         | Medalha de ouro | Medalha de prata | Medalha de bronze |    | Ordem por total |
| ----- | ------------ | --------------- | ---------------- | ----------------- | -- | --------------- |
| 1     | Rússia       | 4               | 4                | 1                 | 9  | 1               |
| 2     | Bielorrússia |                 |                  | 1                 | 1  | 2               |
| 2     | Canadá       |                 |                  | 1                 | 1  | 2               |
| 2     | Ucrânia      |                 |                  | 1                 | 1  | 2               |
| TOTAL | TOTAL        | 4               | 4                | 4                 | 12 | —               |